# Densimetro
Il densimetro, denominato anche areometro (dal greco ἀραιός «poco denso/diluito» e -metro) o gravimetro, è uno strumento di misura della densità di un liquido, basato sulla spinta di Archimede.
I densimetri sono dei galleggianti che vengono immersi nel liquido in esame. Il peso specifico può essere determinato sia leggendo la porzione emergente dal liquido della scala che sovrasta il galleggiante, sia in funzione dei pesi che contribuiscono a far galleggiare l'areometro ad un livello definito da una tacca di riferimento.

## Storia

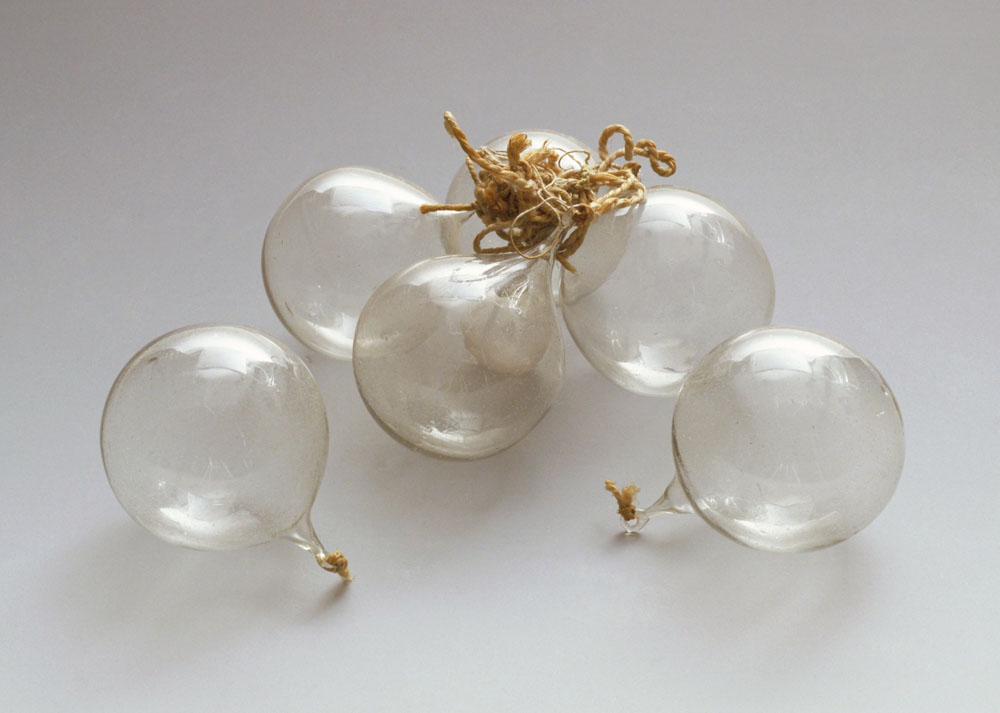
Sfere da aerometro al Museo Galileo, Firenze.

La più antica descrizione dell'areometro si trova in una lettera che Sinesio di Cirene scrisse verso il 400 alla sua maestra Ipazia (370-415), celebre scienziata di Alessandria, figlia del matematico neoplatonico Teone (IV secolo). In passato l'invenzione dell'areometro è stata attribuita ad Archimede (287-212 a.C.) o alla stessa Ipazia. Nel 1612, lo strumento fu descritto da Galileo (1564-1642) in una lettera al Nozzolini e, nel 1648, anche Raffaello Magiotti (1597-1656) ne trasmise una descrizione a Don Lorenzo de' Medici. Gli areometri presentano forme varie a seconda dell'epoca di costruzione. Quelli spesso utilizzati dagli accademici del Cimento erano di vetro con cannello graduato, con piattini o cestelli appesi a fili e catenelle, oppure a sfera. Altri tipi di areometro sono corredati di piccoli anelli da aggiungere o togliere a seconda del liquido nel quale si immerge lo strumento.
Nella seconda metà del Settecento e nell'Ottocento furono ideati e brevettati vari tipi di areometri perfezionati che trovarono vastissima applicazione nelle industrie e nelle manifatture per determinare in modo rapido ed efficace il peso specifico e la concentrazione di liquidi in soluzioni diverse. Fra i più famosi ricordiamo quelli dovuti a Antoine Baumé (1728-1804) e a William Nicholson (1753-1815).

## Tipologie

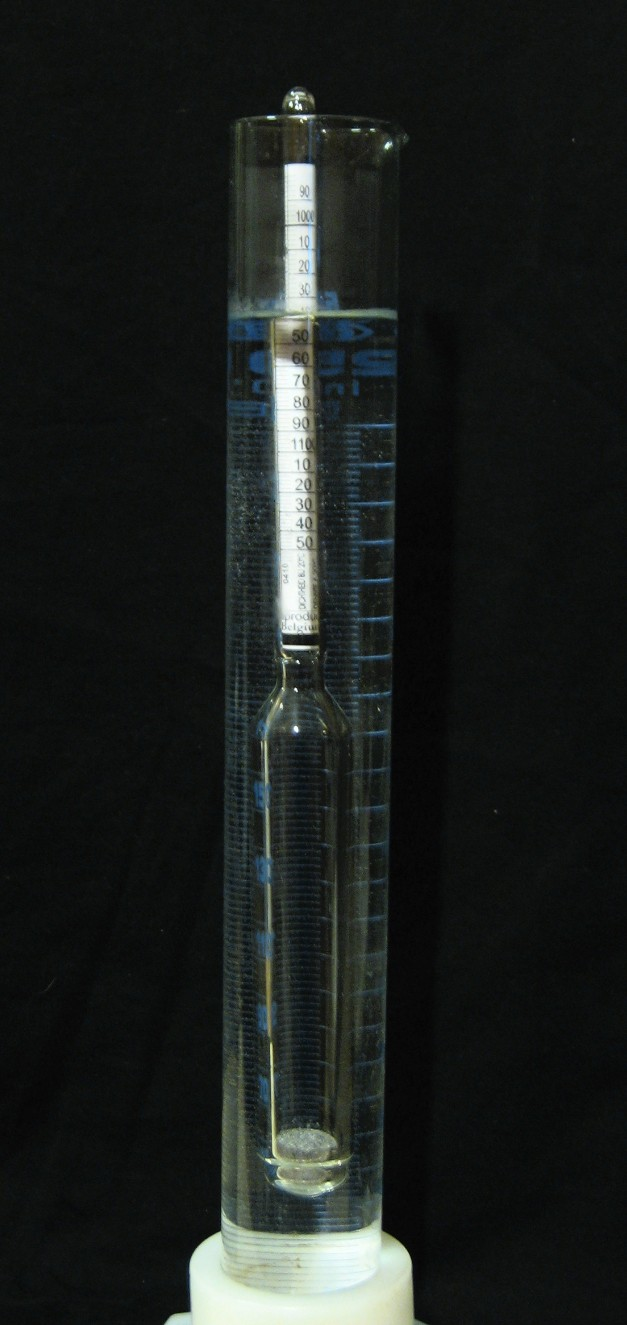
Densimetro (saccarometro) moderno in soluzione zuccherina

Esistono due tipi di densimetro: a peso e a volume costante. Il primo è più
immediato nell'uso, mentre il secondo consente una maggiore precisione.

### A peso costante

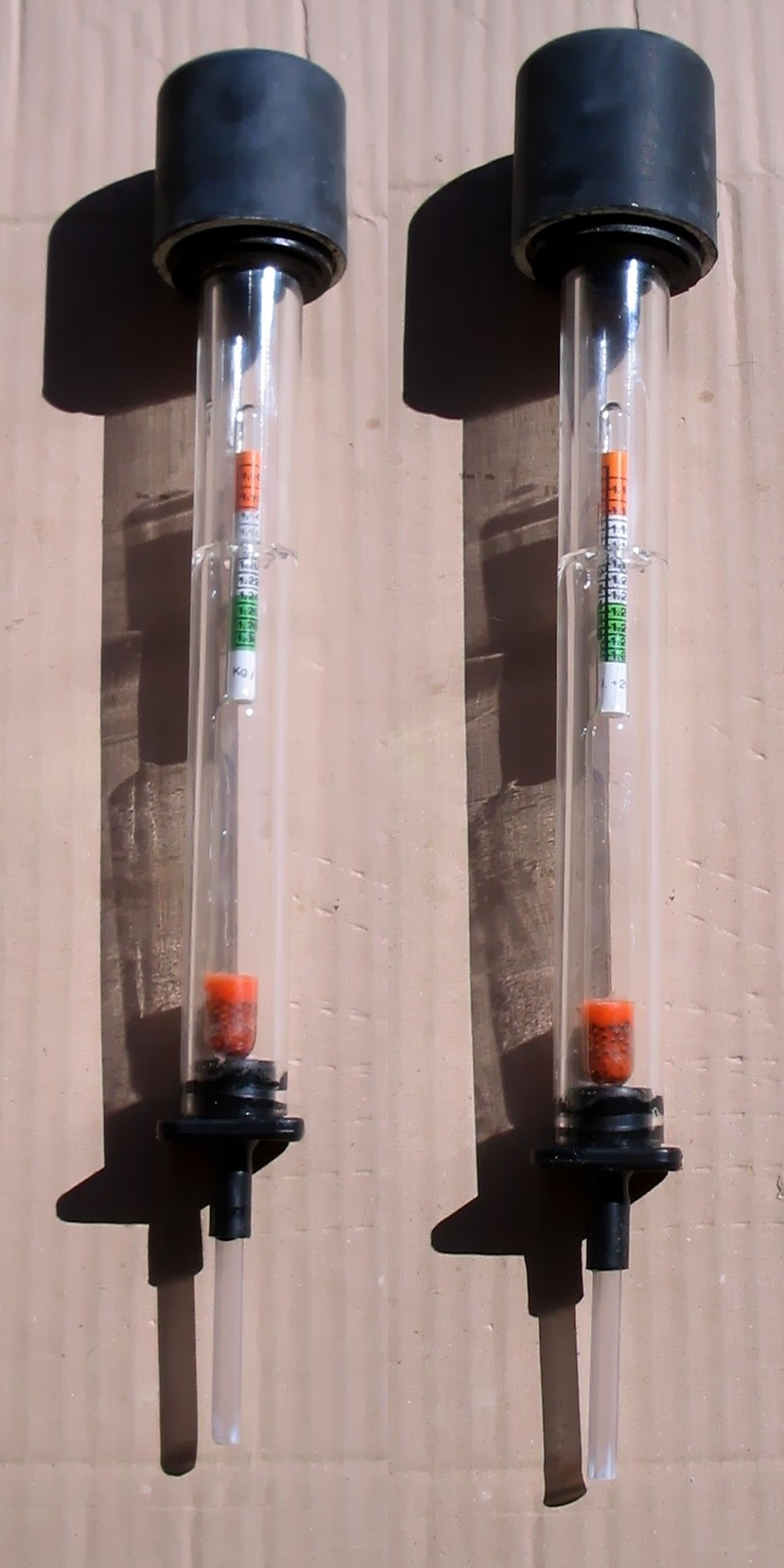
Densimetro moderno per acido batteria al piombo

Consiste di una parte inferiore rigonfia opportunamente appesantita nel fondo,  su cui superiormente è innestata un'asta sulla quale viene letto il valore della densità. Questa è infatti indicata dal valore in corrispondenza del quale il menisco del liquido interseca l'asta del densimetro, una volta che questi si è stabilizzato.

### A volume costante
È un'ampolla di vetro con una zavorra sul fondo ed un piatto sulla sommità che rimane emersa. Sul gambo che collega il piatto al corpo immerso è presente una tacca di riferimento. Una volta immerso il densimetro nel liquido in esame, si pongono dei pesi campione sul piatto fino a che la tacca non arriva a corrispondere con il livello del liquido.
La densità è data dal rapporto tra i pesi (più il peso fisso del piatto) che corrisponde alla somma delle masse dei piombini che portano a livello il menisco più quella del piattino, fratto il volume noto e costante della parte immersa.